# رابسة باسقة
الرابسة الباسقة أو نخلة الرابس أو نخل السيدة عريض الأوراق (الاسم العلمي: Rhapis excelsa) (بالإنجليزية: Broadleaf lady palm) هي نوع من النباتات تتبع جنس الرابسة من الفصيلة الفوفلية.
تعتبر نخلة رابس من نباتات الزينة المنزلية ذات أوراق راحية كالكف، التي يتراوح عدد وريقاتها في كل كف حوالي سبعة إلى تسعة وريقات. لونها أخضر غامق، ذات ساق رفيعة بلون بني ترتفع إلى ما يقارب حوالي المتر الواحد. نخلة رابس هي نبتة صبورة جدا، تستطيع التحمل والمقاومة ولا تتأثر بالحر والبرد كثيرا، وهي مقاومة شرسة لمعظم أنواع حشرات النباتات، وتستطيع تحمل العطش إلى أبعد الدرجات، كما لها قدرة تحملية إلى أدنى درجات الحرارة وأعلاها.

## الوسط الملائم
تحب نخلة رابس الأماكن الظليلة وتفضل التربة الغنية التي يتم تسميدها في مواسم النمو والازدهار لتقويتها. غالبا ما يضع الناس هذه النبتة في البهو وصالونات الإستقبال وزوايا الغرف وشرفات المنازل ومداخل البيوت.

## الفاعلية في تنقية الهواء كنبتة منزلية
جاءت نبتة نخلة رابس ضمن قائمة ناسا لأفضل النباتات المنزلية لتنقية الهواء ضمن دراسة لوكالة الفضاء الأمريكية،  للبحث عن توفير ظروف بيئية أفضل للتنفس لرائدي الفضاء، فقام الباحثون المختصون بدراسة واستخدام نباتات تحسّن من جودة الهواء الداخلي.

## معرض صور

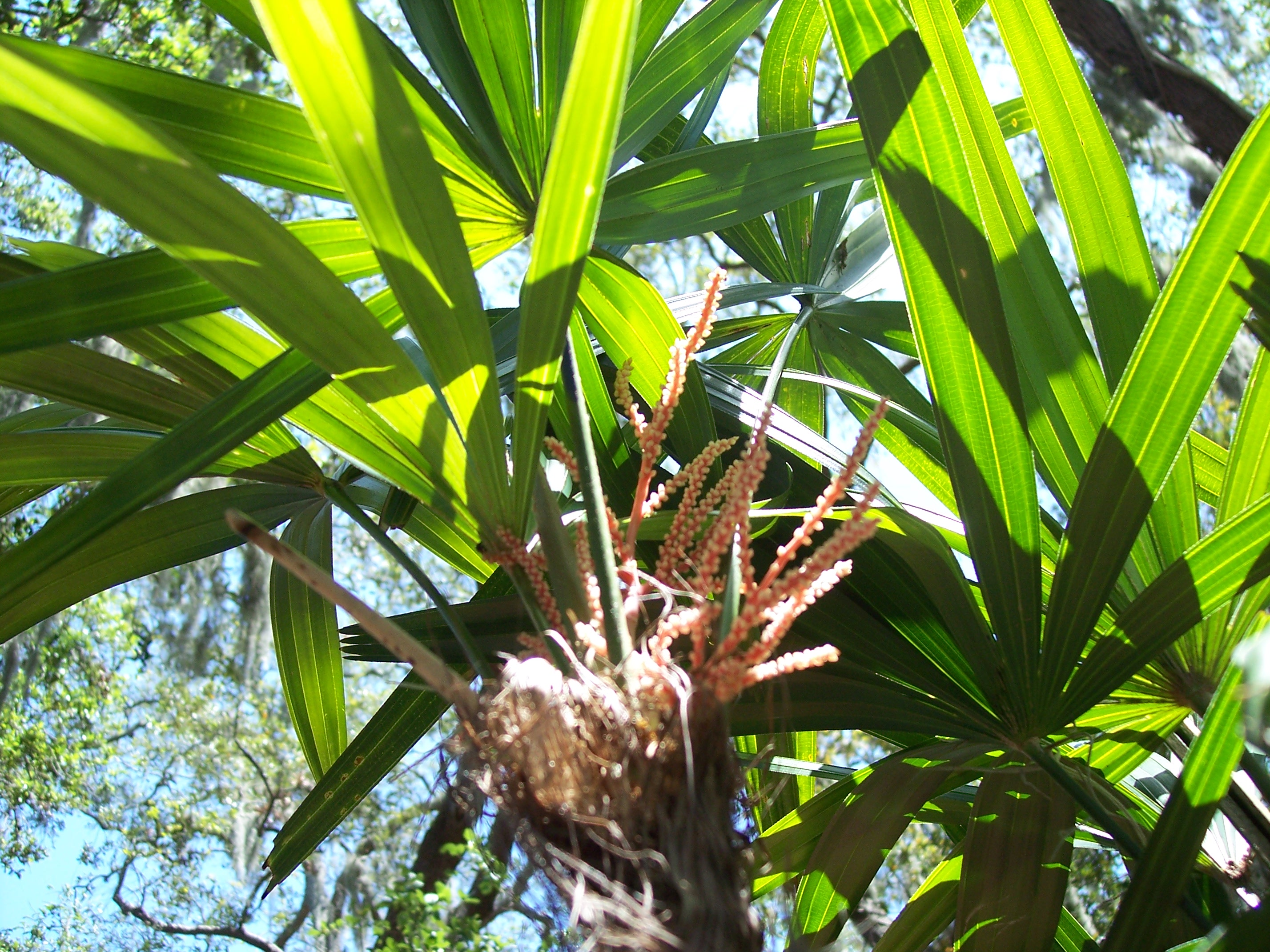
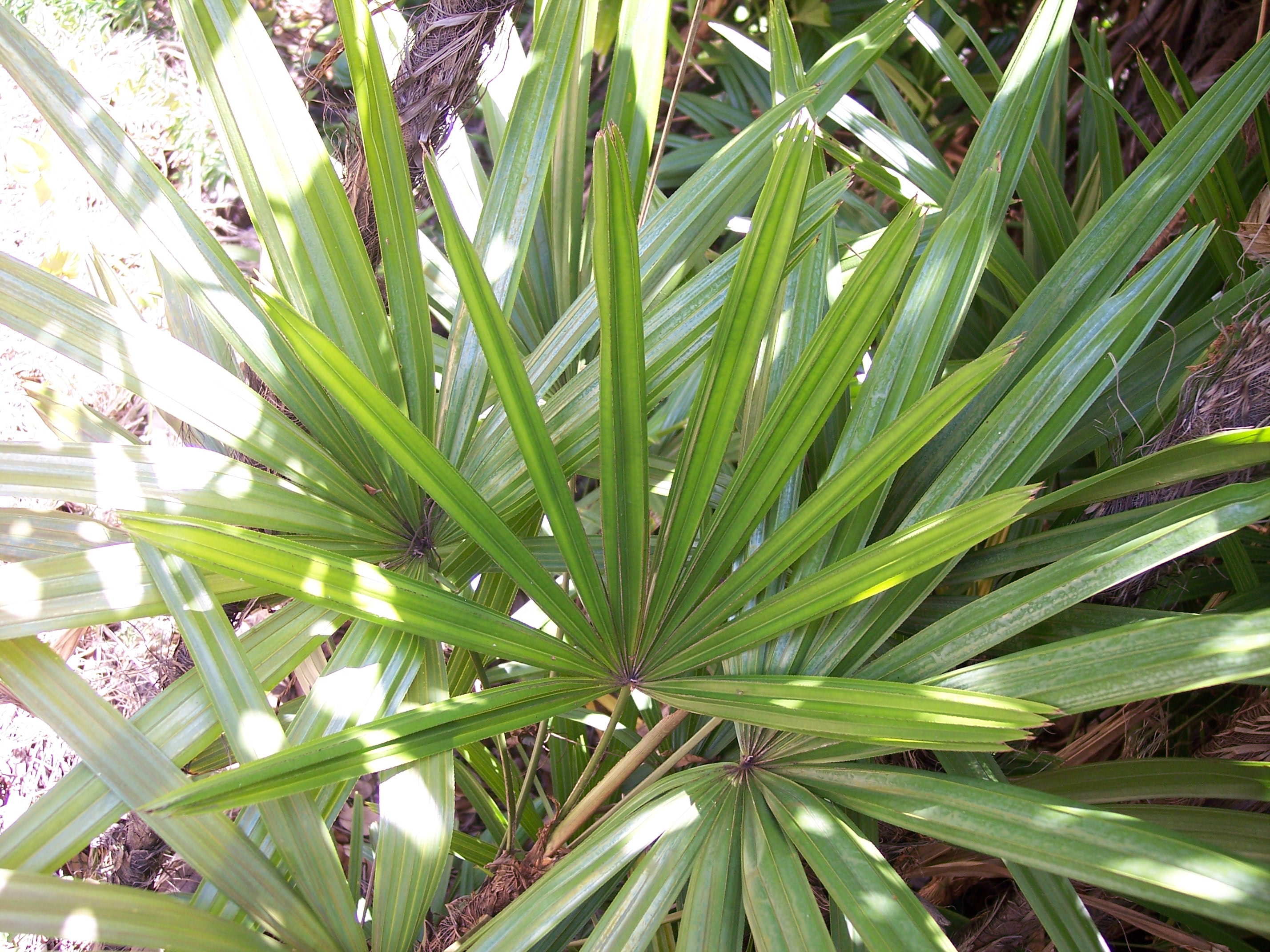
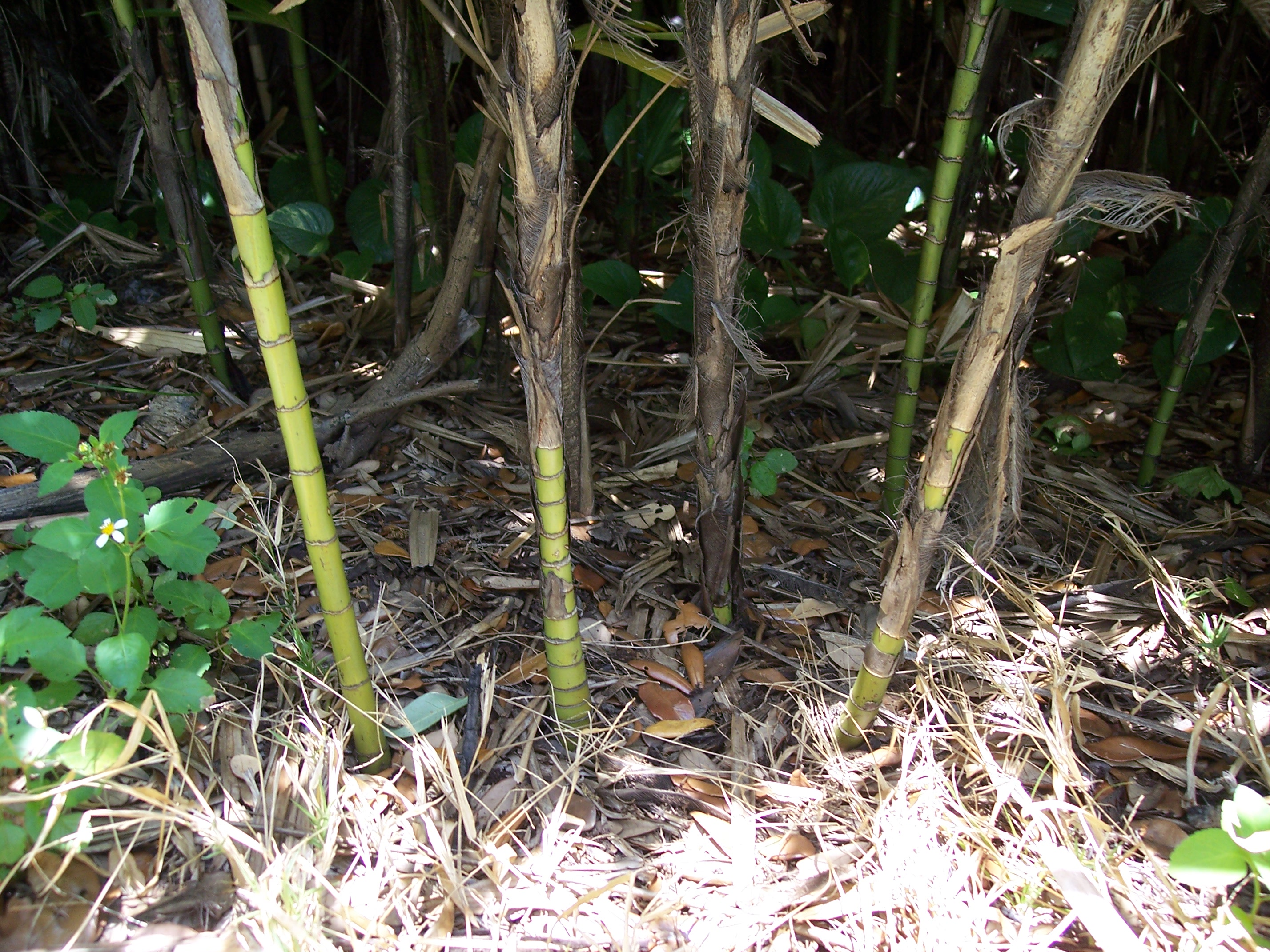
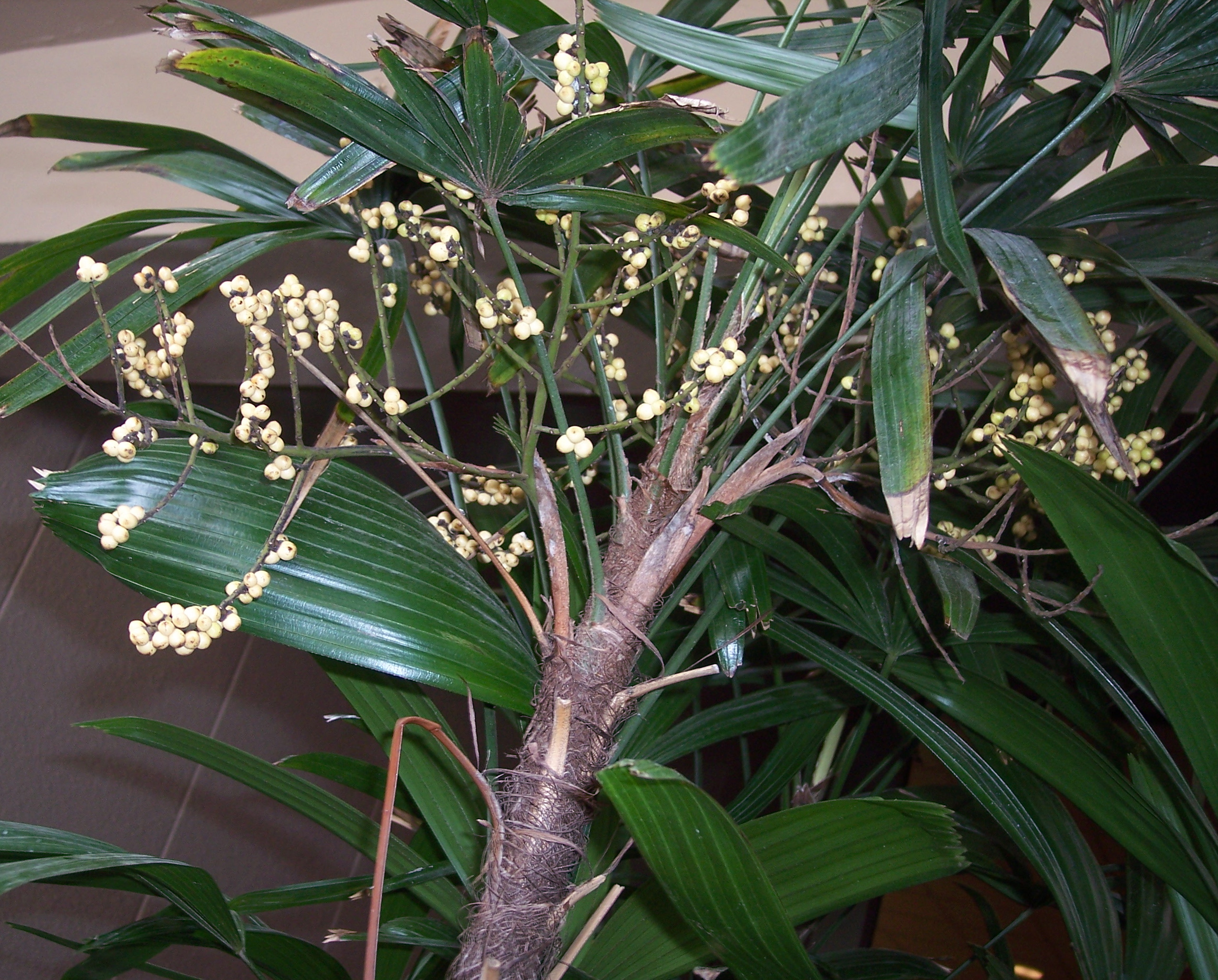
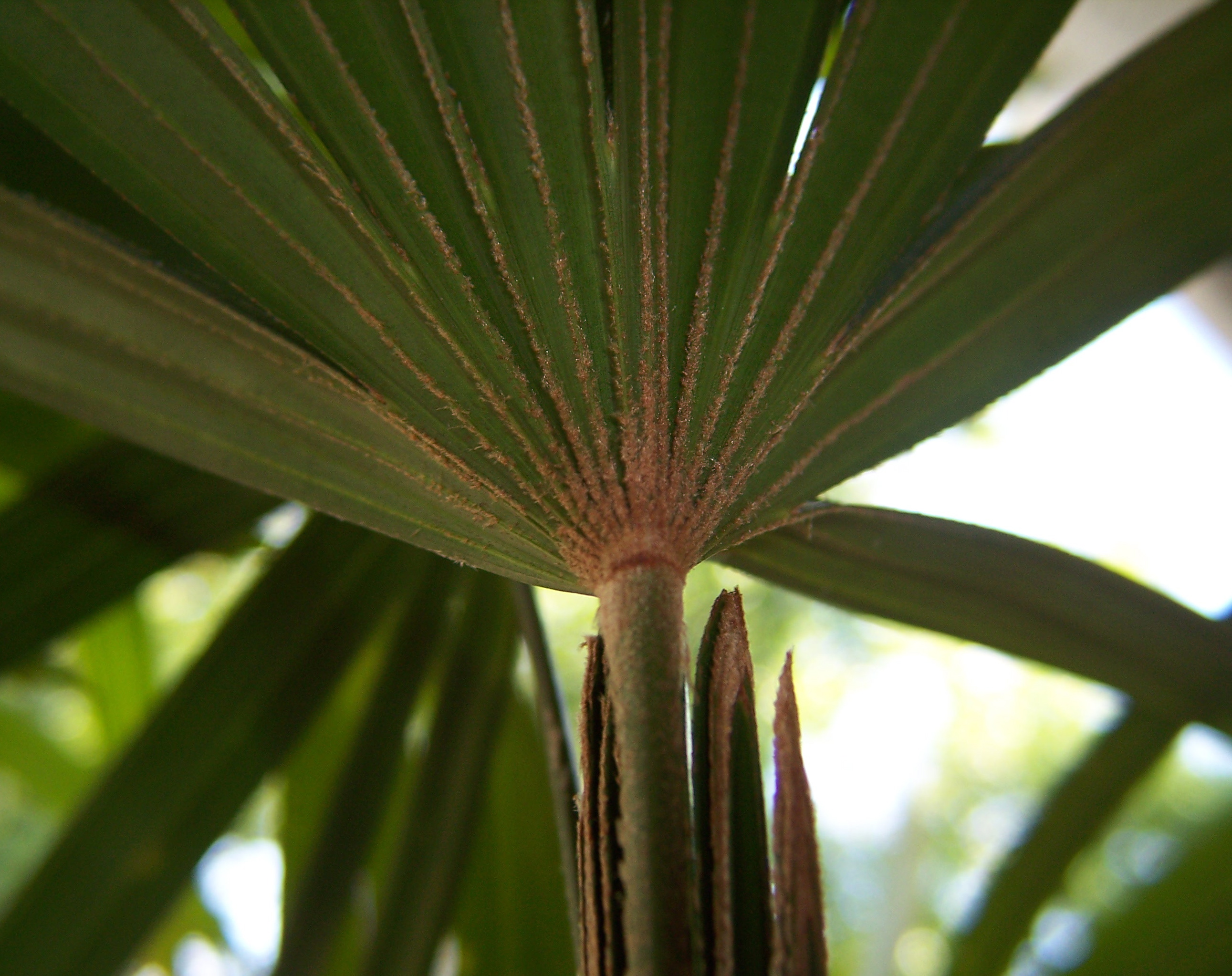

## وصلات خارجية
- مشاتل القادري
- PACSAO.org نسخة محفوظة 16 أكتوبر 2009 على موقع واي باك مشين.